# Pueblo Viejo, Zapotlanejo
Pueblo Viejo är en ort i Mexiko.   Den ligger i kommunen Zapotlanejo och delstaten Jalisco, i den centrala delen av landet, 400 km väster om huvudstaden Mexico City. Pueblo Viejo ligger 1 814 meter över havet och antalet invånare är 396.
Terrängen runt Pueblo Viejo är kuperad åt sydväst, men åt nordost är den platt. Runt Pueblo Viejo är det ganska tätbefolkat, med 75 invånare per kvadratkilometer. Närmaste större samhälle är Zapotlanejo, 9,6 km väster om Pueblo Viejo. I omgivningarna runt Pueblo Viejo växer huvudsakligen savannskog.